# Теодоріх I (король Австразії)
Теодо́ріх І (фр. Thierry I, Théoderic, нім. Theuderich; приблизно 486—534) — франкський король Австразії. Після смерті Хлодвіга за франкським звичаєм отримав частину Франкського королівства.

## Королівство Теодоріха
Після смерті Хлодвіга I в 511 році Франкське королівство було поділене на чотири частини між його синами: Теодоріхом, Хлодоміром, Хильдебертом і Хлотаром. Теодоріх отримав біля третини королівства, а решта земель була поділена приблизно на рівні частини між його братами.
До складу королівства Теодоріха входили наступні землі:
- Королівство Реймс, зокрема Мец і королівство ріпуарських франків (це королівство з центром у Кельні, на яке Теодоріх мав повне право претендувати, оскільки його мати була ріпуарською принцесою). Крім того, під його контролем знаходився правий берег Рейну і алемани.
- Долина річки Мозель.
- Території майбутньої провінції Шампань.
- Овернь, яка була завойована самим Теодоріхом і його батьком Хлодвігом ще в 507 році.

Теодоріх вибрав своєю столицею місто Реймс.